# Lentille de Chang-Refsdal
Une lentille de Chang-Refsdal est une lentille gravitationnelle de masse ponctuelle (par exemple un trou noir) perturbé par un cisaillement externe constant.
Ce phénomène est nommé d'après Kyongae Chang et Sjur Refsdal, qui, en 1979, ont publié un article dans Nature (numéro 282, page 561) intitulé Flux Variations of QSO Q0957+561 A,B and image splitting by stars Near the Light Path (Variations de flux de QSO Q0957+561 A,B et fractionnement d'image par des étoiles près du trajet de la lumière). L'article montre que les étoiles peuvent affecter la luminosité de l'image des quasars.